# Yatagan (contre-torpilleur)
Pour les articles homonymes, voir Yatagan (homonymie).
Le Yatagan est l’un des quatre contre-torpilleurs de classe Framée construit pour la marine française au début du XXe siècle. Lancé le 27 juillet 1900, il coule dans la Manche, au large de Saint-Valery-en-Caux, le 3 décembre 1916, à la suite d'une collision avec un cargo britannique.

## Caractéristiques
Le Yatagan est initialement construit comme navire aviso-torpilleur de haute mer, équipé de 2 puis 4 chaudières (2 850 chevaux, ou 5 700 chevaux pour 20 nœuds de vitesse). Selon les missions, il sera aussi armé en contre-torpilleur.
Les navires de classe Framée avaient une longueur de 58,2 mètres, une largeur de 6,31 mètres et un tirant d'eau de 3,02 mètres. Ils avaient un déplacement de 319 tonnes à charge normale. Les deux moteurs à vapeur à triple expansion, entraînant chacun un arbre d'hélice, produisaient de 4 200 à 5 200 chevaux (3 132 à 3 878 kW) en utilisant la vapeur fournie par quatre chaudières à tubes d'eau. Les navires avaient une vitesse maximale théorique de 26 nœuds (48 km/h), mais le Yatagan a atteint 27,07 nœuds (50,13 km/h) lors de ses essais en mer le 5 octobre 1900. Les navires transportaient suffisamment de charbon pour une autonomie de 2 055 milles marins (3 806 km) à 10 nœuds (19 km/h). Leur effectif se composait de quatre officiers et de quarante-quatre hommes du rang.
Les navires de classe Framée étaient armés d’un canon de 65 mm à l’avant et de six canons Hotchkiss de 47 mm, trois sur chaque bord. Ils étaient équipés de deux tubes lance-torpilles simples de 381 mm, l’un entre les cheminées et l’autre à l’arrière. Deux torpilles de rechargement étaient également transportées.

## Histoire
Le Yatagan est commandé aux Ateliers et chantiers de la Loire, mis en chantier en 1897 au chantier naval de Nantes, et lancé le 20 juillet 1900.
Il est affecté de 1900 à 1909 à l’escadre du nord à Brest. En 1903, il est affecté à la défense mobile de Cherbourg. 
Désarmé en 1909, il reprend du service en 1910, à la 2e flottille de la Manche et de la mer du Nord. De 1911 à 1913, il fait partie des torpilleurs de Cherbourg.
Le 25 mars 1914, en mission de garde-pêche sur la côte boulonnaise, il éperonne par tribord un bateau de pêche (le St François d’Assise), en s'enfonçant de plus d’un mètre dans sa coque.
La France étant entrée en guerre, il passe le 2 août 1914 sous commandement de la station Manche et de la mer du Nord, puis en 1915, il devient le bâtiment de commandement de la 2e escadrille de patrouille, opérant en Manche/mer du Nord à Dunkerque, Boulogne, Dieppe, Le Havre, Fécamp, Calais, Cherbourg.
Le navire sert dans le cadre de la protection des pêches pendant la guerre. Alors qu’il est ainsi engagé, le 3 décembre 1916 à 2 h 40 du matin, il est éperonné dans le brouillard à l'arrière tribord par le vapeur britannique Teviot et coule dans la Manche au large de Dieppe, en France. Hormis quelques personnes tuées dans l'accident, l’équipage est récupéré par le torpilleur anglais HMS P12 qui escortait le Teviot.

## Épave
Son épave est retrouvée par hasard en 1999, lors d'un « décrochage de chalut » par 37 mètres de fond, à la position de 50° 00,653′ N, 0° 36,668′ E. Elle est aujourd'hui très dégradée et dangereuse en raison de la présence d'obus dont certains de gros calibre (munitions immergées, par ailleurs potentiellement source de pollution).